# Taddert
Taddert ou Taddart é uma aldeia de Marrocos, situada nas montanhas do Alto Atlas. É a última aldeia na estrada N9 no sentido Marraquexe-Ouarzazate antes de Tizi n'Tichka, o passo de montanha mais alto daquela estrada (2 260 m de altitude.
É uma aldeia de montanha típica do Alto Atlas, onde vivem cerca de 70 famílias, situada no vale de uma ribeira a mais de 1 600 m de altitude, com casas de pedra e rodeada de socalcos, nogueiras e azinheiras. Os seus habitantes são berberes cuja língua materna é tamazight. É um dos pontos de paragem mais populares na estrada do Tizi n'Tichka, muito movimentada por ligar duas cidades importantes. As principais atividades económicas são a agricultura, a hotelaria e a venda de recordações a turistas. A atividade hoteleira é virada sobretudo para pequenos restaurantes e cafés de beira de estrada. Entre os produtos mais vendidos nas lojas orientadas para quem está de passagem encontram-se cerâmica, loiça, artesanato em pedra e fósseis, mas sobretudo rochas e minerais, como ametistas , ónix e outros tipos de quartzo, muitas vezes pintados, ágata, manganês, lápis-lazúli, pirites de cobre, etc. A região é rica em muitos desses materiais, mas muitos dos que são vendidos, não são extraídos localmente.